# Rubén Paz
Rubén Paz, właśc. Rubén Walter Paz Márquez (ur. 8 sierpnia 1959 w Artigas) – urugwajski piłkarz grający na pozycji pomocnika.
Paz karierę piłkarską rozpoczął w 1975 roku w klubie Peñarol Artigas. W 1977 został piłkarzem klubu CA Peñarol, z którym dotarł do półfinału Copa Libertadores 1979 i Copa Libertadores 1981 oraz czterokrotnie zdobył mistrzostwo Urugwaju – w 1978, 1979, 1981 i 1982. Wziął udział w turnieju Copa América 1979, gdzie Urugwaj odpadł w fazie grupowej. Paz zagrał w dwóch meczach w Montevideo – z Ekwadorem i Paragwajem.
W 1981 wygrał wraz z reprezentacją Urugwaju bardzo mocno obsadzony turniej Mundialito, zorganizowany dla uczczenia 50-lecia pierwszych mistrzostw świata. Paz uznany został za najlepszego zawodnika tego turnieju. Po 4 latach gry w Peñarolu Paz przeniósł się do Brazylii, gdzie do 1986 grał w klubie SC Internacional. Trzy razy został mistrzem stanu Rio Grande do Sul – w 1982, 1983 i 1984. Reprezentował Internacional podczas finałów mistrzostw świata w 1986 roku, gdzie Urugwaj dotarł do 1/8 finału. Paz wystąpił w ostatnim meczu z Argentyną.
Z Brazylii Paz przeniósł się do Francji, gdzie przez rok grał w drużynie Racing Paryż. W 1987 wrócił na dwa lata do Ameryki Południowej, by występować w argentyńskim klubie Racing Club de Avellaneda. Jako piłkarz Racingu osiągnął największy sukces w swojej karierze – wygrał turniej Supercopa Sudamericana 1988, drugi pod względem prestiżowym turniej klubowy Ameryki Południowej. Następnie po pokonaniu kostarykańskiego klubu CS Herediano 3:0 Racing zdodył Supercopa Interamericana, przy czym Paz strzelił jedną z bramek. Bardzo udany sezon sprawił, że Paz wybrany został najlepszym piłkarzem Ameryki Południowej w 1988 roku.
Będąc wciąż graczem Racingu był w kadrze reprezentacji Urugwaju na turnieju Copa América 1989, gdzie Urugwaj zdobył tytuł wicemistrza Ameryki Południowej. Zagrał we wszystkich 7 meczach – 4 meczach grupowych z Ekwadorem, Boliwią, Chile i Argentyną oraz w 3 meczach fazy finałowej z Paragwajem (zdobył bramkę), Argentyną i Brazylią. Jeszcze w tym samym 1989 roku znów znalazł się w Europie – tym razem we włoskim klubie Genoa CFC. Jako piłkarz genuańskiego klubu wziął udział w finałach mistrzostw świata w 1990 roku, gdzie Urugwaj dotarł do 1/8 finału. Paz zagrał we wszystkich trzech meczach fazy grupowej – z Hiszpanią, Belgią i Koreą Południową. Po mistrzostwach wrócił do argentyńskiego Racingu.
W 1993 wrócił na rok do Urugwaju, gdzie grał w Rampla Juniors, a następnie w klubie Frontera Rivera. W 1996 po krótkim pobycie w argentyńskim klubie Godoy Cruz Antonio Tomba został piłkarzem Wanderers Artigas. Do końca kariery grał już tylko w prowincjonalnych klubach urugwajskich – były to kolejno: Frontera Rivera, Nacional San José de Mayo, Tito Borjas San José de Mayo i na koniec w 2006 Pirata Juniors Artigas.
W reprezentacji Urugwaju od 16 września 1979 do 25 czerwca 1990 rozegrał 45 meczów i zdobył 7 bramek